# Святое семейство (картина ван Орлея)
«Святое семейство» (исп. La Sagrada Familia) — картина фламандского живописца Бернарта ван Орлея, написанная в 1522 году. Находится в музее Прадо в Мадриде.

## Описание
Ван Орлей хорошо проштудировал в Брюсселе наброски (эскизы) Рафаэля к Деяниям апостолов, и в этой его работе явно ощущается влияние итальянского классицизма — и в подписи на табличке, выполненной романскими, а не готическими буквами, и во всей композиции картины.
Святое семейство представлено в интерьере, а в проёме окна виднеется прибрежный пейзаж. Христос-Младенец играет с матерью, а святой Иосиф держит яблоко — это и намёк на Райский сад, и на представление Марии в роли новой Евы. Один ангел в это время венчает Марию короной Царицы Небесной, а другой подносит ей корзинку цветов — символ Крёстных мук, предстоящих Иисусу ради искупления человеческого первородного греха. При этом фигура святого Иосифа преднамеренно помещена в тень и на второй план.